# 卡纳霉素
卡纳霉素（英語：Kanamycin）是一种氨基糖苷类抗生素，可以用于口服和静脉注射，对多种病菌感染有效，从卡那霉素链霉菌（Streptomyces kanamyceticus）中分离得到。

## 作用机理
卡那霉素能够抑制70S合成起始复合体的形成，以及引起起始fMet-tRNA在复合物上的脱落，阻碍蛋白质合成的起始。

## 副作用及毒性
卡那霉素的副作用主要有耳毒性和肾毒性。

## 用途
在分子生物学研究中，具有卡那霉素耐药的基因常用于筛选标记。